# فهرست قسمت‌های گرند تور
گرند تور (انگلیسی: The Grand Tour)، یک مجموعه تلویزیونی خودرویی است که از سرویس ویدئویی آمازون پخش می‌شود.
پخش سری چهارم از ۱۳ دسامبر ۲۰۱۹ آغاز شد. تا تاریخ ۱۳ دسامبر ۲۰۱۹، ۳۹ قسمت از سفر بزرگ منتشر و تمام شد. فصل پنجم نیز از ۱۶ سپتامبر ۲۰۲۲ آغاز شده و ساخت آن در ۲۲ سپتامبر ۲۰۲۲ به دلیل مشکلات آمازون با کلار کسون متوقف شد.

## مرور کلی مجموعه
| فصل | قسمت‌ها | قسمت‌ها | تاریخ اصلی پخش  | تاریخ اصلی پخش |
| فصل | قسمت‌ها | قسمت‌ها | اولین بار       | آخرین بار      |
| --- | ------ | ------ | --------------- | -------------- |
| ۱   | ۱۳     | ۱۳     | ۱۸ نوامبر ۲۰۱۶  | ۳ فوریه ۲۰۱۷   |
| ۲   | ۱۱     | ۱۱     | ۸ دسامبر ۲۰۱۷   | ۱۶ فوریه ۲۰۱۸  |
| ۳   | ۱۴     | ۱۴     | ۱۸ ژانویه ۲۰۱۹  | ۱۲ آوریل ۲۰۱۹  |
| ۴   | ۴      | ۴      | ۱۳ دسامبر ۲۰۱۹  | ۱۷ دسامبر ۲۰۲۱ |
| ۵   | TBA    | TBA    | ۱۶ سپتامبر ۲۰۲۲ | TBA            |

## قسمت‌ها

### فصل ۱ (۲۰۱۶–۲۰۱۷)
در فصل اول مجموعه، مناطق و شهرهای مختلف خارجی میزبان استودیوی سیار برنامه در هر قسمت بوده و تنها دو منطقه هستند که هرکدام برای ضبط دو قسمت جداگانه ولی پشت سر هم در این فصل استفاده شده‌اند. تنها استثناء در این فصل، دو-قسمتی ویژه‌ای بود که در آن هیچ بخشی داخل استودیو ضبط نشده‌است. مشاهیر نیز در ساختار کلی این فصل حضور نداشتند و تنها به نام آن‌ها در بخش داخل استودیو اشاره شده‌است. در این فصل به استثناء چند قسمت، بدلکاران به جای مشاهیر ایفای نقش کرده‌اند.
| شم. کلی | شم. در فصل | عنوان                                | خودروهای بررسی شده                                         | موضوع اصلی                                                     | تاریخ پخش اصلی   |
| --- | ---------- | ------------------------------------ | ---------------------------------------------------------- | -------------------------------------------------------------- | ---------------- |
| ۱ | ۱          | «سه‌گانه مقدس»                        | مک لارن پی۱، پورشه ۹۱۸ اسپایدر، فراری لافراری، ب‌ام‌و ام۲    | مقایسه ابرخودروهای هیبریدی (بنزینی-الکتریکی)                   | ۱۸ نوامبر ۲۰۱۶ a |
| جرمی کلارکسون، ریچارد هموند و جیمز می برنامه جدید خود را با پخش اولین قسمت آن به میزبانی شهر لوسرن ولی کالیفرنیا منتشر کردند. مجری‌ها برنامه را با مقایسه ۳ ابرخودروی هیبریدی (کلارکسون با مک لارن پی۱، هموند با پورشه ۹۱۸ اسپایدر و می با فراری لافراری) و آزمایش آن‌ها در مجموعه‌ای از مسابقات درگ، آزمون‌های جاده‌ای و مسابقه زمان‌گیری شروع می‌کنند. در همین حال، کلارکسون همزمان با بررسی ب‌ام‌و ام۲، پیست و راننده آزمایش اختصاصی برنامه را که تنها با نام «آمریکایی» شناخته می‌شود، معرفی می‌کند. |            |                                      |                                                            |                                                                |                  |
| ۲ | ۲          | «عملیات تلو خوردن در بیابان»         | استون مارتین وولکان، آئودی اس۸ پلاس                        | تمرینات آموزشی اس‌ای‌اس                                          | ۲۵ نوامبر ۲۰۱۶ b |
| تیم سفر بزرگ برای قسمت جدید مجموعه، چادر استودیوی برنامه را خارج از شهر ژوهانسبورگ در آفریقای جنوبی برپا می‌کنند. مجری‌ها بر اساس دستور تهیه‌کننده برنامه، رزمایشی را به سبک اس‌ای‌اس اجرا می‌کنند که در آن همزمان با اسکورت کردن یک شخص مهم به محل مشخص شده، به بررسی خودرو آئودی اس۸ پلاس می‌پردازند. در همین حال، می در مسابقات «چرخش» آفریقای جنوبی شرکت می‌کند تا نحوه و قوانین مسابقه را بررسی کند و همزمان کلارکسون نیز استون ماریتن وولکان را در پیست ابولادروم آزمایش می‌کند. |            |                                      |                                                            |                                                                |                  |
| ۳ | ۳          | «اُپرا، هنر و دونات»                  | رولز-رویس داون، استون مارتین دی‌بی۱۱، داج چلنجر اس‌آرتی هلکت | تور بزرگ شمال ایتالیا                                          | ۲ دسامبر ۲۰۱۶    |
| محل اجرای قسمت سوم مجموعه در شهر ویتبی بریتانیا واقع شده‌است. مجری‌ها با خودروهای منتخب خودشان از میان کشور ایتالیا به سمت شمال سفر می‌کنند. (می رولز-رویس داون را انتخاب می‌کند، کلارکسون استون مارتین دی‌بی۱۱ را می‌راند و هموند پشت فرمان داج چلنجر اس‌آرتی هلکت می‌نشیند) این گروه سفر خود را از مسابقات اسب‌دوانی پالو دی سیینا شروع می‌کنند، از آثار هنری در فلورانس دیدن می‌کنند، در پیست موجلو با یکدیگر مسابقه می‌دهند، به بازدید از موزه لامبورگینی و پیازا دی سیگنوری، ویچنزا می‌پردازند و سفر خود را با رسیدن به شهر ونیز به پایان می‌برند. در همین حال هموند و می طبق شرطی که در قسمت اول و طی بررسی ابرخودروها با کلارکسون بسته بودند و برنده شده بودند، خانه قدیمی جرمی در چدلینگتون آکسفوردشر را تخریب می‌کنند. یادداشت: به دلیل اینکه زمان مشخص شده برای تخریب کنترل شدهٔ خانهٔ قدیمی کلارکسون همزمان با فیلمبرداری این قسمت بوده‌است، این تخریب در فیلم‌نامه سفر بزرگ نیز نوشته شده بود. |            |                                      |                                                            |                                                                |                  |
| ۴ | ۴          | «ذهن-محیطی»                          | پورشه ۹۱۱ جی‌تی۳ آر-اس، بی‌ام‌و ام۴ جی‌تی‌اس                    | ساخت خودرو دوست‌دار محیط زیست                                   | ۹ دسامبر ۲۰۱۶    |
| قسمت چهارم نیز مانند قسمت قبل در شهر ویتبی اجرا شده‌است. مجری‌ها در وارد چالشی می‌شوند که بر اساس آن باید بر روی پلتفرم لندروور دیسکاوری بدنه‌ای را سوار کنند که دوست‌دار محیط زیست باشد، سپس با این خودروها یک سفر جاده‌ای ۱۸ کیلومتری را پشت سر بگذارند و در پایان در یک مسیر خاکی به رقابت با ۳ خودرو معمولی بپردازند. در همین حین کلارکسون در پیست ابولادروم به مقایسه دو خودرو پورشه ۹۱۱ جی‌تی۳ آر-اس و بی‌ام‌و ام۴ جی‌تی‌اس می‌پردازد. |            |                                      |                                                            |                                                                |                  |
| ۵ | ۵          | «گردش مراکشی»                        | مزدا ام‌ایکس-۵، زنوس ئی۱۰اس، آلفا رومئو ۴سی اسپایدر         | سفر در مراکش با خودرو روباز                                    | ۱۶ دسامبر ۲۰۱۶   |
| تیم سفر بزرگ در این قسمت در بندر روتردام هلند مستقر می‌شوند. در پی بحث بر سر ارزشمندترین خودروی روباز، مجری‌ها جهت انجام یک سفر جاده‌ای سوار بر خودروی روباز منتخب خودشان به مراکش سفر می‌کنند. هموند با یک مزدا ام‌ایکس-۵ از راه می‌رسد، می در پی اثبات این است که زنوس ئی۱۰اس بهترین است، و کلارکسون مطمئن است که آلفا رومئو ۴سی اسپایدر بیشترین لذت رانندگی را ارائه می‌کند. در طول سفر این سه نفر در مسابقه شتاب با هم رقابت می‌کنند، خودروهایشان را وزن می‌کنند و در پیست اختصاصی ساخته شده در شرکت اطلس استودیو در شهر ورززات از هر خودرو زمان‌گیری می‌کنند. در همین حال هموند و می، بازی کشتی‌های جنگی را به سبک خودشان و با استفاده از ماشین‌های کارکرده به عنوان «کشتی» و چندین جی‌ویز به عنوان «موشک» اجرا می‌کنند تا ببینند کدامیک استراتژی هوشمندانه‌تری را برای برنده شدن به کار می‌برد. |            |                                      |                                                            |                                                                |                  |
| ۶ | ۶          | «کریسمس فنلاندی مبارک»               | فورد موستانگ جی‌تی، فورد فوکوس آر-اس                        | رقابت‌های لمانز میان فورد و فراری                               | ۲۳ دسامبر ۲۰۱۶   |
| چادر استودیوی مجموعه در این قسمت و به مناسبت کریسمس، در جنگل‌های ساریسلکای فنلاند برپا می‌شود. Hammond and هموند و کلارکسون بر سر اینکه فورد موستانگ جی‌تی جدید با فرمان سمت راست بهتر است یا فورد فوکوس آر-اس، با یکدیگر وارد بحث می‌شوند. آن‌ها خودروی منتخب خود را مورد نقد و بررسی قرار می‌دهند و سپس دو خودرو را در پیست ابولادروم آزمایش می‌کنند تا دریابند کدامیک سریع‌تر است. همزمان می به صحبت پیرامون رقابت فورد و فراری در مسابقات ۲۴ ساعته لمانز، که به طراحی و ساخت فورد جی‌تی۴۰ و فراری پی۳ منجر شد، می‌پردازد. در بخشی از این قسمت مجری‌ها نگاهی به جوایز و کادوهای کریسمس با مضمون خودرو می‌اندازند. یادداشت: باب گلداف در این قسمت حضور کوتاهی دارد. |            |                                      |                                                            |                                                                |                  |
| ۷ | ۷          | «پسران (باگی‌سوار) ساحل – قسمت ۱»     | ن/م                                                        | دو قسمتی ویژهٔ بیچ‌باگی                                          | ۳۰ دسامبر ۲۰۱۶   |
| مجری‌ها خود را در چالشی ویژه که تهیه‌کنندهٔ برنامه برای آن‌ها تدارک دیده‌است می‌یابند. آن‌ها باید هرکدام یک بیچ‌باگی با مشخصات مورد نظر خودشان بسازند و در سفری به طول یک هزار مایل (۱٬۶۰۰ کیلومتر) در ساحل اسکلت کشور نامیبیا، ثابت کنند که بیچ‌باگی‌ها خودروهای ضعیفی نیستند. می خودروی خود را بر اساس طراحی مدل اصلی دههٔ ۱۹۶۰ می‌سازد، کلارکسون یک موتور وی۸ را روی خودرو خود نصب می‌کند، و هموند خودرویش را به سیستم تعلیق رالی و لاستیک‌های بیرون‌جاده‌ای مجهز می‌کند. در قسمت اول، این سه نفر به سمت کشتی به گل نشستهٔ ادوارد بوهلن می‌روند، از مسیرهای سخت و تپه‌های شن در بیابان نامیب عبور می‌کنند و سفرشان را به سمت پایتخت نامیبیا یعنی شهر ویندهوک ادامه می‌دهند. |            |                                      |                                                            |                                                                |                  |
| ۸ | ۸          | «پسران (باگی‌سوار) ساحل – قسمت ۲»     | ن/م                                                        | دو قسمتی ویژهٔ بیچ‌باگی                                          | ۳۱ دسامبر ۲۰۱۶   |
| مجری‌ها سوار بر خودروهای خود، سفرشان را به سمت مرز نامیبیا با آنگولا دنبال می‌کنند. آن‌ها پس از حرکت از ویندهوک با جاده‌های صعب‌العبور دست و پنجه نرم می‌کنند و از یک رودخانه مملو از تمساح عبور می‌کنند، که در این سفر و زمانی که آن‌ها خود را نزدیک به هدف می‌بینند، به این نتیجه می‌رسند که ممکن است در مورد ضعیف بودن بیچ‌باگی‌ها حق با تهیه‌کننده باشد. |            |                                      |                                                            |                                                                |                  |
| ۹ | ۹          | «احمقانه‌های آینده‌نگرانه»             | هوندا ان‌اس‌ایکس                                             | ساخت یک خودروی شاسی‌بلند «شایسته»                               | ۶ ژانویه ۲۰۱۷    |
| تیم سفر بزرگ در این قسمت در نزدیکی شهر اشتوتگارت آلمان مستقر می‌شوند. کلارکسون با ترکیب بدنه خودروهای کلاسیک با شاسی لندروور دیسکاوری، اقدام به ساخت یک خودروی «شایسته» می‌کند، و برای آزمودن آن همراه با مجری‌های همکارش به باشگاه فوتبال چلسی سفر می‌کنند و بعد از آن به یک حراج خودرو در کنزینگتون می‌روند تا دریابند خودرویی که جرمی ساخته چقدر ارزش دارد. در همین حین مجری‌ها راه‌هایی خلاقانه برای تولید برق و شارژ دستگاه‌های برقی را بررسی می‌کنند، می به پیست ابولادروم می‌رود تا نسل جدید هوندا ان‌اس‌ایکس را آزمایش کند، و هموند تلاش می‌کند خودروهای پسارستاخیزی و زرهی بسازد، در حالی که همکارانش از راه‌های مختلف مانند استفاده از تانک و شلیک موشک از ناو جنگی اچ‌ام‌اس ریچموند ساخته‌های او را نابود می‌کنند. |            |                                      |                                                            |                                                                |                  |
| ۱۰ | ۱۰         | «نبرد احمقانه بر سر مرجان‌های سالم»   | آلفا رومئو جولیا کوادروفوجلیو                              | نجات آب‌سنگ‌های مرجانی به کمک بدنه خودروها                       | ۱۳ ژانویه ۲۰۱۷   |
| شهر نشویل در ایالت تنسی میزبان این قسمت از مجموعه است. برای کمک به نجات آب‌سنگ‌های مرجانی در حال مردن در نزدیکی ساحل باربادوس، مجری‌ها اقدام به غرق کردن پنج بدنهٔ خام خودرو در دریا می‌کنند تا به بازسازی این آب‌سنگ‌ها کمک کنند. اما خیلی زود به مشکلاتی برمی‌خورند که باعث از دست رفتن بدنه‌هایی که آورده‌اند می‌شود و تنها یک بدنه لندرور برای اتمام مأموریت باقی می‌ماند. همزمان کلارکسون در حالی که خودروی آلفا رومئو جولیا کوادروفوجلیو را مورد بررسی دقیق و وسیعی قرار می‌دهد، از ولز به سمت پیست ابولادروم حرکت می‌کند. |            |                                      |                                                            |                                                                |                  |
| ۱۱ | ۱۱         | «آموزه‌های ایتالیایی»                 | فیات آبارت ۱۲۴ اسپایدر                                     | چالش مازراتی‌های دست دوم                                        | ۲۰ ژانویه ۲۰۱۷   |
| در این قسمت چادر استودیوی برنامه در ساحل دریاچهٔ لخ‌نس در اسکاتلند برپا می‌شود. با رفتن به فرانسه، مجری‌ها سعی می‌کنند اثبات کنند که مازراتی‌های دست دوم می‌توانند انتخاب بهتری در خرید خودرو باشند. برای این کار، هریک مدل خاصی از مازراتی که تصور می‌کنند می‌تواند این نکته را ثابت کند را خریداری می‌کنند. کلارکسون یک بای‌توربو اس کوپه را خریداری می‌کند، هموند یک ۴۳۰ سالن و می نیز یک زاگاتو اسپایدر را انتخاب می‌کنند. آن‌ها خودروهایشان را در معرض یک سری آزمایش قرار می‌دهند و سپس در طی یک سفر جاده‌ای به شمال فرانسه می‌روند تا این آزمایش‌ها را با مسابقه‌ای به مقصد بندر لهاور به پایان برسانند. همزمان هموند مدل جدید فیات آبارت ۱۲۴ اسپایدر را در پیست ابولادروم مورد بررسی و آزمون قرار می‌دهد. |            |                                      |                                                            |                                                                |                  |
| ۱۲ | ۱۲         | «[سانسور شده] به سمت [سانسور شده]» c | لکسوس جی‌اس-اف، بنتلی بنتایگا، رنج‌روور، جگوار اف-پیس        | سفر جاده‌ای با خودروهای ۴چرخ متحرک بریتانیایی در «جادهٔ عاشقانه» | ۲۷ ژانویه ۲۰۱۷   |
| در این قسمت نیز تیم سفر بزرگ در ساحل دریاچهٔ لخ‌نس می‌مانند. مجری‌ها به آلمان رفته و سوار بر خودروهای ۴چرخ متحرک ساخت بریتانیا مسیر «جادهٔ عاشقانه» را در پیش می‌گیرند. می بنتلی بنتایگا را مورد آزمایش قرار می‌دهد، کلارکسون یک رنج‌روور را می‌راند و هموند جگوار اف-پیس را بررسی می‌کند. با سفر از میان آلمان، باواریا و اتریش، این سه نفر از چند شهر با نام‌های خنده‌دار مرتبط با فعالیت‌های جنسی نیز عبور می‌کنند، و در نهایت ماجراجویی خود را با رسیدن به یک معدن به سرانجام می‌رسانند. در این معدن، هر یک از آن‌ها با خودرو خود یک دور در مسیر مشخص شده رانندگی می‌کند تا معلوم شود کدام خودرو سریع‌تر است. در همین حال، کلارکسون لکسوس جی‌اس-اف جدید را در پیست ابولادروم مورد نقد و بررسی قرار می‌دهد. |            |                                      |                                                            |                                                                |                  |
| ۱۳ | ۱۳         | «گذشته در مقابل آینده» c             | فولکس‌واگن گلف جی‌تی‌آی، ب‌ام‌و آی۳                             | مسابقه شتاب مسان پورشه ۹۱۸ اسپایدر و بوگاتی ویرون              | ۳ فوریه ۲۰۱۷     |
| برای اجرای آخرین قسمت از فصل اول مجموعه، استودیوی سیار برنامه در شهر دبی، امارات متحده عربی مستقر می‌شود. کلارکسون فولکس‌واگن گلف جی‌تی‌آی سنتی خودش را با ب‌ام‌و آی۳ آینده‌نگرانهٔ می در یک مسابقه شتاب (درگ) و پس از آن با بردن خودروها به سفر جاده‌ای از لندن به دارت موور مقایسه می‌کند تا دریابد گذشته بهتر است یا آینده. هم‌زمان هموند پورشه ۹۱۸ اسپایدر را در دو مسابقه شتاب در دبی از نظر سریع بودن با بوگاتی ویرون و یک نیسان پاترول ۱۹۰۰ اسب‌بخاری مقایسه می‌کند. به جیمز می نیز مأموریتی داده می‌شود تا در مسابقات یدک‌کشی آف‌رود شرکت کند، و هموند به منطقه آزمایش شرکت میشلن در فرانسه می‌رود تا دریفت کردن را بیاموزد و مهارت‌های خود را در مقابل دریفترهای حرفه‌ای محک بزند؛ و سپس کلارکسون و هموند نمایش‌هایی را اجرا می‌کنند تا توانایی خود در دریفت کردن را با هم مقایسه کنند. |            |                                      |                                                            |                                                                |                  |

### فصل ۲ (۲۰۱۷–۲۰۱۸)
از این فصل به بعد چادر استودیوی مجموعه، بر خلاف فصل قبلی که در نقاط مختلف خارجی برپا می‌شد، به‌طور دائمی در کاتسوالدز ثابت خواهد بود.
جدول زیر شامل نام مهمان‌های سرشناسی است که در بخش مشاهیر، که فقط در این فصل استفاده شده، حضور پیدا می‌کنند.
| شم. کلی | شم. در فصل | عنوان                       | خودروهای بررسی شده                                                                                                 | مهمان‌های ویژه                       | موضوع اصلی                                               | تاریخ پخش اصلی |
| --- | ---------- | --------------------------- | --- | ----------------------------------- | -------------------------------------------------------- | -------------- |
| ۱۴ | ۱          | «گذشته، حال یا آینده»       | لامبورگینی اونتادور اس، هوندا ان‌اس‌ایکس، ریماک کانسپت یک                                                            | دیوید هسلهاف، ریکی ویلسون           | بهترین ابرخودروی دوران موجود در بازار                    | ۸ دسامبر ۲۰۱۷  |
| مجری‌های به سوئیس سفر می‌کنند تا ببینند کدام ابرخودرو بهترین است: سنتی بنزینی، امروزی هیبریدی (برقی-بنزینی) یا آینده‌نگرانهٔ تمام الکتریکی. کلارکسون با لامبورگینی اونتادور اس بنزینی نمایندهٔ گذشته‌است، می با هوندا ان‌اس‌ایکس هیبریدی نمایندهٔ حال، و هموند با ریماک کانسپت یک تمام الکتریکی نمایندهٔ آینده است. در سفری به کوه‌های آلپ در سوئیس، مجری‌ها سری به موزه‌های اطراف لوتسرن می‌زنند، یک مسابقه شتاب برگزار می‌کنند، و در یک مسابقه تپه‌نوردی در همبرگ شرکت می‌کنند. در فصل جدید، بخش رویارویی مشاهیر با حضور دیوید هسلهاف و ریکی ویلسون به‌عنوان اولین مهمان‌ها معرفی می‌شود تا مشخص شود در میان آن‌ها کدام‌یک سریع‌تر رانندگی می‌کند. یادداشت: ریچارد هموند در جریان فیلم‌برداری این قسمت، در حادثهٔ تصادف بلافاصله پس از عبور از خط پایان مسابقه تپه‌نوردی، آسیب می‌بیند. فیلم‌هایی از صحنه تصادف و بعد از آن انتقال هموند به بیمارستان با هلیکوپتر، در یوتیوب منتشر شده‌است. |            |                             | |                                     |                                                          |                |
| ۱۵ | ۲          | «مردان آبشار»               | فورد جی‌تی، مرسدس-ای‌ام‌جی جی‌تی آر                                                                                    | کوین پیترسن، برایان ویلسون          | مسابقه‌ای از نیویورک تا آبشارهای نیاگارا                  | ۱۵ دسامبر ۲۰۱۷ |
| تیم سفر بزرگ راهی سفری از منطقهٔ منهتن در شهر نیویورک به سمت یک برج دیده‌بانی با دید به آبشارهای نیاگارا می‌شوند تا مشخص شود کدامیک سریع‌تر این سفر را به پایان می‌رسانند. کلارکسون سوار بر نسل جدید فورد جی‌تی راهی این رقابت می‌شود، در حالی که هموند و می با استفاده از حمل و نقل عمومی سعی دارند او را در این رقابت شکست دهند. همزمان کلارکسون مرسدس-ای‌ام‌جی جی‌تی آر را مورد نقد و بررسی قرار می‌دهد و سپس آن را به رانندهٔ آزمایش جدید برنامه ابی ایتن می‌سپارد تا زمان‌گیری این خودرو را در پیست ابولادروم انجام دهد. در بخش رویارویی مشاهیر کوین پیترسن و برایان ویلسون برای کسب جایگاه سریع‌ترین راننده به رقابت با یکدیگر می‌پردازند. |            |                             | |                                     |                                                          |                |
| ۱۶ | ۳          | «به همبوگاتی»               | کیا استینگر جی‌تی، بوگاتی شیرون                                                                                     | هیو بونه‌ویل، کیسی اندرسون           | آزمایش جاده‌ای بوگاتی شیرون در سفری مجلل                  | ۲۲ دسامبر ۲۰۱۷ |
| کلارکسون با راندن بوگاتی شیرون برای تفریح و لدت، سبک زندگی افراد ثروتمند را به نمایش درمی‌آورد. او از سن-تروپه و از میان کوه‌های آلپ به مقصد تورین سفر می‌کند و در میان راه در یک مسابقه شتاب نیز شرکت می‌کند. می برای آزمایش کیا استینگر جی‌تی در مسابقه‌ای مقابل دو اسکیت‌برد سوار به یک جاده کوهستانی در مایورکا می‌رود. در همین حال هموند و می دست به ابداع مسابقه‌ای جدید می‌زنند تا کارمندان یک شرکت را از سررفتن حوصله‌شان در وقت غذا نجات دهند. مجری‌ها به مناسبت کریسمس چند هدیه به سبک خودرویی را بررسی می‌کنند و کیسی اندرسون و هیو بونه‌ویل برای اینکه نشان دهند کدامیک سریع‌تر رانندگی می‌کند، با یکدیگر به رقابت می‌پردازند. |            |                             | |                                     |                                                          |                |
| ۱۷ | ۴          | «بدون فیلمنامه»             | مک‌لارن ۷۲۰اس، آئودی تی‌تی آر-اس، اریل نومد                                                                          | مایکل بال، الفی بو                  | اجرای یک برنامه بدون فیلمنامه در کرواسی                  | ۲۹ دسامبر ۲۰۱۷ |
| یکی از بینندگان انتقاد می‌کند که این برنامه خیلی به فیلمنامه پایبند است و مجری‌ها برای مقابله با این انتقاد، به کرواسی می‌روند تا این قسمت را بدون فیلمنامه اجرا کنند. - در بخشی از این قسمت کلارکسون و می بر مقایسه آئودی تی‌تی آر-اس و اریل نومد یک مسابقه درگ و یک مسابقه به سبک رالی متمرکز می‌شوند، و می عملکرد لادا ریوا را بعنوان خودرو آتشنشانی مورد بررسی قرار می‌دهد. در همین حال هموند مک‌لارن ۷۲۰اس را در پیست ابولادروم آزمایش می‌کند، مجری‌ها در بخش «خیابان گفتگو» به اهدای یک سری از جوایز می‌پردازند، و مایکل بال و الفی بو با یکدیگر وارد رقابت می‌شوند تا مشخص شود سریع‌ترین خوانندهٔ کلاسیک در میان آن‌ها کدام است. |            |                             | |                                     |                                                          |                |
| ۱۸ | ۵          | «بالا، پائین و اطراف مزرعه» | ریپسا ئی‌وی۲، فولکس‌واگن آپ! جی‌تی‌آی                                                                                  | بیل بیلی، دومینیک کوپر، مارک هیگینز | فیلم «فارم‌خانا»                                          | ۵ ژانویه ۲۰۱۸  |
| هموند به دوبی سفر می‌کند تا خودروی ریپسا ئی‌وی۲ را داخل شهر و در بیابان‌های اطراف آن آزمایش کند، در حالی که می فولکس‌واگن آپ! جی‌تی‌آی را در پیست ابولادروم مورد بررسی قرار می‌دهد. همزمان کلارکسون در منطقهٔ ری به ساخت فیلمی به سبک فیلم‌های کن بلاک می‌پردازد. نکات و پشت صحنهٔ این فیلم بعداً بررسی می‌شود. مهمانان بخش «رویارویی مشاهیر»، بیل بیلی و دومینیک کوپر هستند که با یکدیگر وارد رقابت می‌شوند. |            |                             | |                                     |                                                          |                |
| ۱۹ | ۶          | «جَگگگگگگز»                  | ن/م | لوک ایوانز، کیفر ساترلند            | آزمایش اطمینان‌پذیری جگوار                                | ۱۲ ژانویه ۲۰۱۸ |
| تیم سفر بزرگ به کلرادو می‌روند، تا با خریداری و راندن چند مدل کلاسیک جگوار، خوشنامی این خودروساز در میزان اطمینان‌پذیری را مورد سنجش قرار دهند. کلارکسون با مدل ایکس‌جی‌آر به این سفر می‌پیوندد، می یک ایکس‌کی روباز را خریداری می‌کند، و هموند یک مارک ایکس را همراه خود می‌آورد. مجری‌ها خودروهای منتخب خود را به سفری از گراند جانکشن به مقصد تلیوراید می‌برند تا آن‌ها را در معرض یک سری چالش‌ها و آزمایش‌ها قرار دهند، ولی خیلی زود به مشکلاتی برمی‌خورند که باعث می‌شود دو خودرو از سه خودرو با مدل‌های کلاسیک متفاوت دیگری جایگزین شوند. در بخش مشاهیر کیفر ساترلند در رقابت رانندگی مقابل لوک ایوانز قرار می‌گیرد. |            |                             | |                                     |                                                          |                |
| ۲۰ | ۷          | «این یک گاز، گاز، گاز است.» | لامبورگینی اوراکان پرفورمانته                                                                                      | آنتونی جاشوا، بیل گلدبرگ            | رقابت‌های رالی میان آئودی و لانچیا                        | ۱۹ ژانویه ۲۰۱۸ |
| کلارکسون رقابت میان آئودی و لانچیا در مسابقات رالی را با نگاهی به دو مدل از مشهورترین خودروهای آن‌ها، یعنی آئودی کواترو و لانچیا ۰۳۷، بررسی می‌کند. در همین حین، هموند به پیست ابولادروم می‌رود تا لامبورگینی اوراکان پرفورمانته را مورد نقد و بررسی قرار دهد و سپس آن را در یک مسابقه شتاب در مقابل خودروی فراری ۴۵۸ اسپشیاله متعلق به جیمز می، آزمایش می‌کند. همزمان هموند و می راه‌های مبتکرانه‌ای را برای سوخت‌گیری در حال حرکت می‌آزمایند. در بخش رویارویی مشاهیر آنتونی جاشوا و بیل گلدبرگ برای کسب مقام سریع‌ترین در میان خودشان به رقابت می‌پردازند. |            |                             | |                                     |                                                          |                |
| ۲۱ | ۸          | «بازدم‌هائی از گذشته»        | جگوار ایکس‌کی‌اس‌اس، استون مارتین دی‌بی۴ جی‌تی، هوندا سیویک تیپ آر، فورد جی‌تی                                           | استوارت کاپلند، نیک میسن            | استون مارتین‌ها و جگوارهای کلاسیک در مقابل یک هوندای مدرن | ۲۶ ژانویه ۲۰۱۸ |
| هموند و کلارکسون برای اثبات بهتر بودن جگوارها و استون مارتین‌های کلاسیک، و به خصوص جگوار ایکس‌کی‌اس‌اس و استون مارتین دی‌بی۴ جی‌تی از خودروهای جدید و امروزی، که به عقیده می بی‌نظیر هستند، تصمیم می‌گیرند این دو خودرو را در مقابل هوندا سیویک تیپ آر جدید و مدرن قرار دهند. مجری‌ها خودروهای مورد انتخاب خود را در سفری از شهر پو در فرانسه و از میان مناطق کوهستانی پیرنه به مقصد شهر بارسلون مورد مجموعه‌ای از چالش‌ها و آزمایش‌ها قرار می‌دهند. در همین حال کلارکسون در پیست ابولادروم فورد جی‌تی را که پیش‌تر آن را در مسابقهٔ آبشارهای نیاگارا آزمایش کرده بود، مورد بررسی دقیق‌تری قرار می‌دهد. در بخش افراد مشهور نیک میسن و استوارت کاپلند برای کسب مقام سریع‌ترین نوازندهٔ درام به رقابت با یکدیگر می‌پردازند. |            |                             | |                                     |                                                          |                |
| ۲۲ | ۹          | «شکستن، خیلی بد»            | جگوار ایکس‌جی۲۲۰، بوگاتی ئی‌بی۱۱۰ سوپر اسپرت                                                                         | داینامو، پن و تلر                   | رکورد سریع‌ترین خودروی آبی‌خاکی بریتانیایی                 | ۲ فوریه ۲۰۱۸   |
| مجری‌ها تصمیم می‌گیرند تا خودشان یک خودروی آبی‌خاکی بسازند و با آن رکورد سریع‌ترین وسیلهٔ نقلیهٔ دوگانه‌روی بریتانیا را بشکنند، برای این کار آن‌ها دو خودرو می‌سازند که اولی با استفاده از موتور جت رولز-رویس اسپی و دومی با اعمال تغییراتی در خودروی باند باگ ساخته می‌شود. در نهایت ساختهٔ نهایی آن‌ها در مسابقات رکوردزنی قایق‌های قدرتی کانیستن در دریاچهٔ کانیستن واتر موفق به شکستن این رکورد می‌شود. همزمان کلارکسون جگوار ایکس‌جی۲۲۰ و بوگاتی ئی‌بی۱۱۰ سوپر اسپرت را در ابولادروم بررسی می‌کند. در مسابقه‌ای برای مشخص شدن سریع‌ترین شعبده‌باز، داینامو و پن و تلر در مقابل یکدیگر قرار می‌گیرند. |            |                             | |                                     |                                                          |                |
| ۲۳ | ۱۰         | «اوه، کانادا»               | آلفارومئو استلویو کوادروفوجلیو، رنج‌روور ولار پی۳۸۰، پورشه ماکان توربو پرفورمنس پک، تسلا مدل ایکس، فورد اف۱۵۰ رپتور | روری مک ایلروی، پاریس هیلتون        | بی‌کاربرد بودن شاسی‌بلندهای کوچک                           | ۹ فوریه ۲۰۱۸   |
| تیم سفر بزرگ به کانادا می‌روند تا نشان دهند که خودروهای شاسی‌بلند کوچک کاربرد خاصی ندارند. برای اثبات این موضوع کلارکسون یک آلفارومئو استلویو کوادروفوجلیو را انتخاب می‌کند، جیمز می تصمیم به اثبات بی‌فایده بودن رنج‌روور ولار پی۳۸۰ می‌گیرد، و هموند نشان می‌دهد که پورشه ماکان توربو پرفورمنس پک از پس انجام چه کارهایی بر نمی‌آید. مجری‌ها با زمان‌گیری، جای دادن سگ‌های نیوفاندلند در صندوق خودروها، مسابقه مقابل یک اسب در محل مسابقهٔ اسب‌سواری، و یدک کشیدن قایق در مسیرهای کوهستانی، این خودروها را مورد آزمون قرار می‌دهند. همزمان کلارکسون تسلا مدل ایکس را در جاده و همچنین در پیست ابولادروم نقد و بررسی می‌کند. روری مک ایلروی و پاریس هیلتون به عنوان آخرین مهمان‌های بخش «رویارویی مشاهیر» به رقابت با یکدیگر می‌پردازند. |            |                             | |                                     |                                                          |                |
| ۲۴ | ۱۱         | «دنیا را سیر کن»            | ن/م | ن/م                                 | توزیع ماهی در سفری از میان موزامبیک                      | ۱۶ فوریه ۲۰۱۸  |
| کلارکسون، می و هموند به موزامبیک سفر می‌کنند تا طی یک مأموریت، از شهر ماپوتو، پایتخت این کشور، برای مردم روستای بسیار فقیر بینگو ماهی ببرند. برای طی کردن این مسیر ۳۲۰ کیلومتری، هر مجری یک وسیلهٔ نقلیه را که باور دارد از پس این مأموریت برمی‌آید، انتخاب می‌کند و در آن تغییراتی برای انجام این کار ایجاد می‌کند. می یک مرسدس-بنز استیت را با آکواریومی پرشده از آب دریا تجهیز می‌کند، کلارکسون یک وانت نیسان هاردبادی را به دستگاه یخ‌ساز مجهز می‌کند، و هموند با یک موتورسیکلت تی‌وی‌اس استار که یک باربند در پشت آن نصب شده‌است، از راه می‌رسد. این گروه در میان راه، و در حالی که تلاش می‌کنند با بهترین شرایط به مقصد برسند، دچار مشکلات زیادی می‌شوند و در نهایت نیز در مقصد که روستای بینگو است با مشکل بزرگتری مواجه می‌شوند. |            |                             | |                                     |                                                          |                |

### فصل ۳ (۲۰۱۹)
برای تمرکز بیشتر بر روی ساخت فیلم، در این فصل حضور مشاهیر در برنامه متوقف شده‌است.
| شم. کلی | شم. در فصل | عنوان                                 | خودروهای بررسی شده                                                                                   | موضوع اصلی                                                             | تاریخ پخش اصلی |
| --- | ---------- | ------------------------------------- | --- | ---------------------------------------------------------------------- | -------------- |
| ۲۵ | ۱          | «وحشت در شهر خودرو»d                  | فورد موستانگ آرتی‌آر تیپ ۳، هنسی اگزورسیست کامارو زد-ال۱، داج چلنجر اس‌آرتی دیمن، مک لارن سنا          | خودروهای عضلانی در «شهر خودرو»                                         | ۱۸ ژانویه ۲۰۱۹ |
| مجری‌ها به همراه سه خودروی نمادین تیونینگ شدهٔ آمریکایی به شهر دیترویت می‌روند کلارکسون با فورد موستانگ آرتی‌آر تیپ ۳، می با هنسی اگزورسیست کامارو زد-ال۱، و هموند با داج چلنجر اس‌آرتی دیمن از راه می‌رسند تا خودروهای منتخب خود را به روش خودشان با مسابقهٔ شتاب در یک پیست متروکه، سنجش صدا و یک مسابقه در پیستی که به‌طور اختصاصی در کارخانهٔ قدیمی کادیلاک (۴۲°۲۳′۵۹٫۷۶″ شمالی ۸۲°۵۹′۴۳٫۶۷″ غربی / ۴۲٫۳۹۹۹۳۳۳°شمالی ۸۲٫۹۹۵۴۶۳۹°غربی) ساخته شده، مورد آزمایش قرار دهند. در همین حال کلارکسون مک لارن سنا را در پیست تراکستون بررسی می‌کند و سپس آن را برای زمان‌گیری به پیست ابولادروم می‌فرستد. |            |                                       | |                                                                        |                |
| ۲۶ | ۲          | «ویژهٔ کلمبیا - قسمت ۱»                | ن/م                                                                                                  | دو قسمتی ویژهٔ عکاسی از حیات‌وحش کلمبیا                                  | ۲۵ ژانویه ۲۰۱۹ |
| به درخواست شرکت آمازون برای تهیهٔ تصاویر پشت‌صفحهٔ جدید، تیم سفر بزرگ برای عکس‌برداری در حیات وحش از یک کرکس آمریکایی، یک خرس عینکی، یک جگوار و یک اسب آبی، راهی کشور کلمبیا می‌شوند. برای این سفر هر نفر خودرویی را به همراه می‌آورد که به باور خودش به آن نیاز پیدا خواهد کرد. می یک فیات پاندای ۴در۴ سیسلی را انتخاب می‌کند، کلارکسون با یک جیپ رانگلر ظاهر می‌شود و هموند با یک شورولت سی/کا سیلورادو از راه می‌رسد. گروه سفر خود را از کارتاخنا آغاز می‌کنند و با تمرکز بر عکاسی از اولین حیوانی که در مسیر می‌بینند، از میان راه‌های جنگلی و با عبور از پل‌های باریک به سمت سانتاندر حرکت می‌کنند. |            |                                       | |                                                                        |                |
| ۲۷ | ۳          | «ویژهٔ کلمبیا - قسمت ۲»                | ن/م                                                                                                  | دو قسمتی ویژهٔ عکاسی از حیات‌وحش کلمبیا                                  | ۲۶ ژانویه ۲۰۱۹ |
| بعد از عکاسی از یکی از حیوانات لیست، تیم سفر بزرگ به سفر خود به سمت جنوب ادامه می‌دهند تا باقی حیوانات را جهت عکاسی بیابند. پس از یافتن دومین حیوان، مجری‌های به محل اقامت خود در بوگوتا می‌روند و تغییراتی را در آن ایجاد می‌کنند، و همزمان همراه با تعمیرکاران کلمبیایی خود به بازی فوتبال می‌پردازند. مجری‌ها در حال حرکت به سمت جنوب، به کوهستان‌ها و ارتفاعات می‌روند و در راه از میان طوفان تگرگ می‌گذرند تا به حیوان سوم برسند؛ و در نهایت درمی‌یابند که پیدا کردن آخرین حیوان کار سختی نیست. یادداشت: تمام عکس‌های گرفته شده در این دو قسمتی ویژه، به عنوان بخشی از تیتراژ این قسمت به نمایش گذاشته شده‌اند. |            |                                       | |                                                                        |                |
| ۲۸ | ۴          | «سقوط وانت‌ها»                         | مرسدس-بنز کلاس-ایکس، فورد رنجر، فولکس‌واگن آماروک، جگوار ایکس‌ئی پروجکت ۸                              | چالش مقایسهٔ وانت‌های اروپایی                                            | ۱ فوریه ۲۰۱۹   |
| مجری‌ها به ولز می‌روند تا مجموعه‌ای از وانت‌های اروپایی را با یکدیگر مقایسه کنند. می با مرسدس-بنز کلاس-ایکس، هموند با فورد رنجر و کلارکسون با فولکس‌واگن آماروک وارد این چالش می‌شوند. برای مقایسهٔ این سه خودرو، مجری‌ها آن‌ها را تحت یک چالش کشاورزی قرار می‌دهند؛ سپس یک سری از آزمایش‌های جهان سومی را بر روی آن‌ها اجرا می‌کنند. این آزمایش‌ها شامل سرنگون کردن دیکتاتورها، راه‌اندازی شورش و سوخت‌رسانی به نیروهای نظامی و شورشی‌ها در جنگ داخلی می‌شود. در همین حال کلارکسون جگوار ایکس‌ئی پروجکت ۸ را در ابولادروم مورد نقد و بررسی قرار می‌دهد. |            |                                       | |                                                                        |                |
| ۲۹ | ۵          | «یک اوروس خارش‌دار»                    | آلپاین آ۱۱۰، لامبورگینی اوروس                                                                        | ادای احترام به جیم کلارک                                               | ۸ فوریه ۲۰۱۹   |
| کلارکسون به آریپلوگ سوئد می‌رود تا لامبورگینی اوروس را با بالا رفتن از یک پیست اسکی بررسی کند، و پس از آن در یک پیست یخی با ابی ایتن، که یک پورشه ۹۱۱ توربو اس را می‌راند، مسابقه می‌دهد. همزمان می خودروی آلپاین آ۱۱۰ را در ابولادروم مورد نقد و بررسی قرار می‌دهد، و هموند به جیم کلارک، اسطورهٔ مسابقات اتومبیل‌رانی، ادای احترام می‌کند. |            |                                       | |                                                                        |                |
| ۳۰ | ۶          | «غذای چینی برای ذهن»                  | هونگچی ال۵، نیو ای‌پی۹                                                                                | بررسی خودروهای لوکس دست دوم غربی                                       | ۱۵ فوریه ۲۰۱۹  |
| تیم سفر بزرگ به شهر چونگ‌کینگ در کشور چین سفر می‌کنند. در این شهر کلارکسون خودروی هونگچی ال۵ را بررسی می‌کند و سپی سه مجری برنامه تصمیم می‌گیرند تا ثابت کنند که خودروهای لوکس دست دوم غربی فوق‌العاده هستند. برای این کار، می یک مرسدس-بنز اس۶۰۰ را خریداری می‌کند، هموند یک کادیلاک اس‌تی‌اس را انتخاب می‌کند و خودروی منتخب کلارکسون نیز یک ب‌ام‌و ۷۵۰آی‌ال است. مجری‌ها خودروهای منتخب خود را تحت آزمون‌هایی از نظر فرمان‌پذیری و لوکس بودن قرار می‌دهند و پایداری و سرعت آن‌ها را در یک مسابقه می‌سنجند. در همین حین، هموند ابرخودروی برقی چینی نیو ای‌پی۹ را در پیست ابولادروم بررسی می‌کند. |            |                                       | |                                                                        |                |
| ۳۱ | ۷          | «ویسکی اسکاتلندی سالخورده»            | ب‌ام‌و ام۵، آلپینا بی۵                                                                                 | سفری با خودروهای کلاسیک ارزان و کمیاب ایتالیایی                        | ۲۲ فوریه ۲۰۱۹  |
| مجری‌ها با مجموعهٔ منتخبی از خودروهای کمیاب و کلاسیک ارزان‌قیمت ایتالیایی به اینورنس در اسکاتلند می‌روند. کلارکسون با یک آلفا رومئو جی‌تی‌وی۶، می با یک لانچیا گامای کوپه، و هموند با یک فیات ایکس۱/۹ راهی سفری در طول جاده‌ای توریستی در شمال اسکاتلند شده و در این راه با مشکلات مکانیکی زیادی روبرو می‌شوند. در همین حین، کلارکسون دو خودروی ظاهراً مشابه ب‌ام‌و ام۵ و آلپینا بی۵ که در باطن با هم متفاوت هستند را با یکدیگر مقایسه می‌کند. |            |                                       | |                                                                        |                |
| ۳۲ | ۸          | «تعطیلات دلقک‌های بین‌المللی»           | شورولت کوروت زدآر-۱، جیپ گرند چروکی ترکهاوک، کادیلاک سی‌تی‌اس-وی                                       | تعطیلات کاروانی آمریکایی                                               | ۱ مارس ۲۰۱۹    |
| تیم سفر بزرگ به نوادا اعزام می‌شوند تا تعطیلات را در یک ماشین کاروان بگذرانند؛ اما پس از طی ۵ مایل، تصمیم می‌گیرند از یکدیگر جدا شده و هر کدام یک کاروان جداگانه را خریداری کنند و آن را به سلیقهٔ خود تغییر دهند. آن‌ها با ساخته‌های خود در جاده‌ها و از میان بیابان رانندگی می‌کنند و کاروان‌هایشان را در شرایط چالش‌برانگیزی از جمله یک مسابقهٔ تخریب قرار می‌دهند. در نوادا فعالیت‌هایی برای مجری‌ها معین شده‌است. آن‌ها باید ابتدا در یک مسابقهٔ خودروهای باگی در تپه‌های شنی شرکت کنند و سپس سوار بر مجموعه‌ای از خودروهای آمریکایی به مجتمع مسابقاتی اسپرینگ مانتین بروند. در این مجتمع کلارکسون یک شورولت کوروت زدآر-۱ و هموند یک جیپ گرند چروکی ترکهاوک را بررسی می‌کنند، در حالی که می کادیلاک سی‌تی‌اس-وی را مورد آزمایش قرار می‌دهد. |            |                                       | |                                                                        |                |
| ۳۳ | ۹          | «استون، فضانوردها و فرزندهای آنجلینا» | استون مارتین ونتیج، سیتروئن سی۳ ایرکراس                                                              | تاریخچهٔ خودروهای متعلق به فضانوردها                                    | ۸ مارس ۲۰۱۹    |
| جیمز می به فلوریدا می‌رود تا با بررسی خودروهای متعلق به فضانوردها، نگاهی دقیق‌تر به تاریخچهٔ رویدادهایی داشته باشد که منجر به شکل‌گیری مأموریت سفر به کرهٔ ماه شد. همزمان، هموند به ابولادروم می‌رود تا استون مارتین ونتیج جدید را بررسی کند، و کلارکسون نیز در کشورهای انگلستان، فرانسه و ایتالیا نقد و بررسی خود برای خودروی سیتروئن سی۳ ایرکراس را ارائه می‌کند. |            |                                       | |                                                                        |                |
| ۳۴ | ۱۰         | «رأی جوانان»e                         | فراری تستروزا، لامبورگینی کونتاش ال‌پی۵۰۰۰، فولکس‌واگن پولو جی‌تی‌آی، فورد فیستا اس‌تی، تویوتا یاریس ژرمن | بهترین هاچ‌بک اسپورت برای نسل هزاره                                     | ۱۵ مارس ۲۰۱۹   |
| مجری‌ها بر سر انتخاب بهترین خودروی هاچ‌بک اسپورت جدید به بحث می‌پردازند؛ کلارکسون معتقد است که فولکس‌واگن پولو جی‌تی‌آی بهترین است. در حالی که هموند طرفدار فورد فیستا اس‌تی بوده و می به دفاع از تویوتا یاریس ژرمن می‌پردازد. پس از آزمایش‌های دقیق در پیست رالی سفر بزرگ، مجری‌ها موظف می‌شوند تا خودروهای خود را با شیوه‌های مختلف و سازگار با سامانه‌هایی چون دیلی میل، اینستاگرام و یوتیوب، به گونه‌ای بهبود دهند که با خواسته‌های نسل هزاره همخوانی داشته باشند. در همین حال، هموند و می فراری تستروزا و لامبورگینی کونتاش ال‌پی۵۰۰۰ را با یکدیگر مقایسه می‌کنند تا مشخص کنند که کدامیک از این ابرخودروهای دههٔ ۱۹۸۰ خودروی بهتری بوده‌است.                                                                                             |            |                                       | |                                                                        |                |
| ۳۵ | ۱۱         | «از دریا به دریای بی‌نمک»              | استون مارتین دی‌بی‌اس سوپرلگرا، بنتلی کانتیننتال جی‌تی، بام‌و سری ۸                                      | تور بزرگ از دریای سیاه به سوی دریای خزر                                | ۲۲ مارس ۲۰۱۹   |
| سه مجری سوار بر سه خودروی گرند تورر (جی‌تی) قدرتمند، از گرجستان به کشور آذربایجان سفر می‌کنند. کلارکسون سوار بر استون مارتین دی‌بی‌اس سوپرلگرا از راه می‌رسد، هموند با جدیدترین سری بنتلی کانتیننتال جی‌تی به او می‌پیوندد، و می با ب‌ام‌و سری ۸ جدید راهی این سفر می‌شود. آن‌ها سفر خود را از دریای سیاه آغاز کرده و با عبور از بزرگراه‌ها، جاده‌های روستایی و شهرهای زیبا، و انجام چالش‌هایی در طول سفر جهت انتخاب بهترین خودروی جی‌تی از میان این ۳ خودرو، مسیری به طول بیش از ۱۰۰۰ کیلومتر را به مقصد دریای خزر می‌پیمایند. |            |                                       | |                                                                        |                |
| ۳۶ | ۱۲         | «اسطوره‌ها و توشهٔ سفر»                 | لانچیا استراتوس مت، لانچیا دلتا فیوچریستا                                                            | بزرگداشت زادروز پورشه ۹۱۷                                              | ۲۹ مارس ۲۰۱۹   |
| جیمز می با همراهی رانندهٔ اسطوره‌ای، ریچارد اتوود و با نگاهی به پیروزی‌های پورشه ۹۱۷ در مسابقات ۲۴ ساعته لمانز، پنجاهمین سالگرد تولد این خودرو را جشن می‌گیرد و سپس آن را در پیست مسابقه الگریو پرتغال در مقابل خودروی مدرن پورشه ۹۱۱ جی‌تی۲ آر اس قرار می‌دهد. در همین حین، کلارکسون در پیست ابولادروم دو نمونهٔ مدرن و بروزرسانی‌شده از خودروهای کلاسیک لانچیا دلتا فیوچریستا و لانچیا استراتوس مت را مورد نقد و بررسی قرار می‌دهد. پیش از این، کلارکسون و هموند با ساخت چمدان‌های موتوردار و آزمایش آن‌ها در فرودگاه استانستد لندن، اقدام به تلاش برای افزایش سرعت انجام سفرهای هوایی می‌کنند. |            |                                       | |                                                                        |                |
| ۳۷ | ۱۳         | «بقای چاق‌ترین»                        | ن/م                                                                                                  | ساختن و راندن یک خودرو در سراسر مغولستان برای رسیدن به مرکز تمدن       | ۵ آوریل ۲۰۱۹   |
| مجری‌ها در درون کشور مغولستان و در حاشیهٔ بیابان گبی به چالش سخت ساختن خودروی خود پرداخته، و با آن به سمت مرکز تمدن در شهر مورون رانندگی می‌کنند. این گروه در کنار چالش ساخت خودروی ابداعی خود، با دشواری‌های مسیری که از بیابان‌ها، کوهستان‌ها، باتلاق‌ها و رودخانه‌ها گذر می‌کند، و همچنین با مشکل غذای محدود و شرایط جوی سخت روبرو می‌شوند. |            |                                       | |                                                                        |                |
| ۳۸ | ۱۴         | «خاکسپاری برای یک فورد»               | فورد سیرا آراس کازوورث                                                                               | ادای احترام به سدان متوسط فورد: (فورد کورتینا، فورد سیرا، فورد موندئو) | ۱۲ آوریل ۲۰۱۹  |
| مجری‌ها به سدان متوسط فورد ادای احترام می‌کنند؛ کلارکسون و می تاریخچهٔ فورد کورتینا و نسل خودروهایی که بر پایهٔ این خودرو شکل گرفتند را مرور می‌کنند، در حالی که هموند خودروی فورد سیرا آراس کازوورث را در ابولادروم مورد بررسی قرار داده و سپس برای وداع با فورد موندئو در یک همایش خودرویی در کلیسای لینکلن به همکاران خود می‌پیوندد. تیم سفر بزرگ در سکانس پایانی فعالیت خود در برنامه‌های خودرویی مستقر در استودیو در ۱۷ سال گذشته و پس از راه‌اندازی مجدد برنامهٔ تخت‌گاز را تکریم می‌کنند. یادداشت: این قسمت با مونتاژی از لحظه‌های خاطره‌انگیزی از هر دو مجموعهٔ تخت‌گاز و سفر بزرگ که مجری‌ها در آن‌ها حضور داشته‌اند، پایان می‌یابد.                                                                                                 |            |                                       | |                                                                        |                |

### فصل ۴ (۲۰۱۹–۲۰۲۱)
در فصل چهارم قالب اجرا در چادر حذف شده‌است و تمرکز برنامه تنها بر روی قسمت‌های ویژه با طول همسان با قسمت‌های قبلی قرار گرفته‌است.

### فصل ۵ (۲۰۲۲-۲۰۲۴)
| شم. کلی | شم. در مجموعه | عنوان                            | ویژگی (های) اصلی            | تاریخ پخش اصلی  |
| --- | ------------- | -------------------------------- | --------------------------- | --------------- |
| ۴۳ | ۱             | «تلنگر اسکاندی (A Scandi Flick)» | سفر رالی‌گونه در اسکاندیناوی | ۱۶ سپتامبر ۲۰۲۲ |
| این سه مجری از طریق نروژ، سوئد و فنلاند در سه سالن ورزشی الهام گرفته از رالی سفر می‌کنند. ریچارد یک سوبارو ایمپرزا مدل ۲۰۰۴، جیمز یک میتسوبیشی لنسر اوولوشن مدل ۲۰۰۴ و جرمی آئودی آراس۴ را خریداری می‌کنند. آنها همان‌طور که در سراسر اسکاندیناوی به سمت مرز روسیه پیش می‌روند، خودروهای خود را تحت یک سری آزمایش‌های سخت زمستانی قرار می‌دهند. |               |                                  |                             |                 |